# Circonscription électorale de Shiga
La circonscription électorale de Shiga (滋賀県選挙区, Shiga-ken senkyo-ku) est une subdivision électorale de la Chambre des conseillers du Japon, représentant la préfecture de Shiga. Deux conseillers y sont élus au scrutin uninominal majoritaire à un tour.

## Conseillers
| Série 1 (1947 : 1er, mandat de 6 ans) | Série 1 (1947 : 1er, mandat de 6 ans) | Élection | Série 2 (1947 : 2e, mandat de 3 ans) | Série 2 (1947 : 2e, mandat de 3 ans) |
| ------------------------------------- | ------------------------------------- | -------- | ------------------------------------ | ------------------------------------ |
|                                       | Giichi Murakami (ja) (Ind.)           | 1947     |                                      | Seiroku Ikai (ja) (Ind.)             |
| ,1947                                 | Giichi Murakami (ja) (Ind.)           |          | Jingorō Nishikawa (ja) (PLJ)         |                                      |
| 1950                                  | Giichi Murakami (ja) (Ind.)           |          | Jingorō Nishikawa (PL)               |                                      |
|                                       | Giichi Murakami (Ryokufūkai)          | 1953     | Jingorō Nishikawa (PL)               |                                      |
| 1956                                  | Giichi Murakami (Ryokufūkai)          |          | Jingorō Nishikawa (PLD)              |                                      |
| 1959                                  | Giichi Murakami (Ryokufūkai)          |          | Jingorō Nishikawa (PLD)              |                                      |
| 1962                                  | Giichi Murakami (Ryokufūkai)          |          | Jingorō Nishikawa (PLD)              |                                      |
|                                       | Etsuzō Okumura (ja) (PLD)             | 1965     | Jingorō Nishikawa (PLD)              |                                      |
| ,1967                                 | Etsuzō Okumura (ja) (PLD)             |          | Sekikazu Nishimura (ja) (PSJ)        |                                      |
| 1968                                  | Etsuzō Okumura (ja) (PLD)             |          | Sekikazu Nishimura (ja) (PSJ)        |                                      |
| Kakuzō Kawamoto (ja) (PLD)            | 1971                                  |          | Sekikazu Nishimura (ja) (PSJ)        |                                      |
| Kakuzō Kawamoto (ja) (PLD)            | 1974                                  |          | Kunio Mochizuki (ja) (PLD)           |                                      |
| Kakuzō Kawamoto (ja) (PLD)            | 1977                                  |          | Kunio Mochizuki (ja) (PLD)           |                                      |
| Kakuzō Kawamoto (ja) (PLD)            | 1980                                  |          | Kōsaburō Yamada (ja) (Ind.)          |                                      |
| Kakuzō Kawamoto (ja) (PLD)            | 1983                                  |          | Kōsaburō Yamada (ja) (Ind.)          |                                      |
| Kakuzō Kawamoto (ja) (PLD)            | 1986                                  |          | Kōsaburō Yamada (ja) (Ind.)          |                                      |
|                                       | Eiichi Nakamura (ja) (Rengō)          | 1989     | Kōsaburō Yamada (ja) (Ind.)          |                                      |
| 1992                                  | Eiichi Nakamura (ja) (Rengō)          |          | Eisuke Kawamoto (ja) (PLD)           |                                      |
|                                       | Tenzō Okumura (ja) (NPS)              | 1995     | Eisuke Kawamoto (ja) (PLD)           |                                      |
| 1998                                  | Tenzō Okumura (ja) (NPS)              |          | Eisuke Kawamoto (ja) (PLD)           |                                      |
|                                       | Hidetoshi Yamashita (ja) (PLD)        | 2000,    | Eisuke Kawamoto (ja) (PLD)           |                                      |
| 2001                                  | Hidetoshi Yamashita (ja) (PLD)        |          | Eisuke Kawamoto (ja) (PLD)           |                                      |
| 2004                                  | Hidetoshi Yamashita (ja) (PLD)        |          | Kumiko Hayashi (PDJ)                 |                                      |
|                                       | Hisashi Tokunaga (ja) (PDJ)           | 2007     | Kumiko Hayashi (PDJ)                 |                                      |
| 2010                                  | Hisashi Tokunaga (ja) (PDJ)           |          | Kumiko Hayashi (PDJ)                 |                                      |
|                                       | Takeshi Ninoyu (ja) (PLD)             | 2013     | Kumiko Hayashi (PDJ)                 |                                      |
| 2016                                  | Takeshi Ninoyu (ja) (PLD)             |          | Takashi Koyari (ja) (PLD)            |                                      |
|                                       | Yukiko Kada (Ind.)                    | 2019     | Takashi Koyari (ja) (PLD)            |                                      |
| 2022                                  | Yukiko Kada (Ind.)                    |          | Takashi Koyari (ja) (PLD)            |                                      |
|                                       | Kazuhiro Miyamoto (ja) (PLD)          | 2025     | Takashi Koyari (ja) (PLD)            |                                      |